# ポーランドとウクライナの関係
国際関係としてのポーランドとウクライナの関係（ポーランドとウクライナのかんけい、波宇関係、宇: Українсько-польські відносини、波: Stosunki polsko-ukraińskie）は、1990年代、ウクライナのソビエト連邦からの独立に始まり、ポーランドは世界で初めてウクライナを独立国として承認した。以来、両国間の関係は改善と悪化を繰り返している。歴史的な経緯に由来する論争がポーランド・ウクライナ両国のあいだに再浮上することもあるものの、両国間の関係に深刻な影響を及ぼしたことはない。
ウクライナとポーランドは、スラブ系諸国としてそれぞれロシアについで第二・第三の規模を誇る。両国の国境線の総延長は、約529kmである。ポーランドによるシェンゲン協定の受け入れは、ウクライナの国境通行に問題を生じさせた。2009年7月1日、両国のあいだで結ばれた、地方国境交通に関する協定が発効された。これによって、国境地帯に住むウクライナ人は自由化された手続きに従いポーランドへの国境を越えることができるようになった。
ウクライナは、2009年にポーランドが主導した、EU=東欧間で貿易・経済戦略・旅行協定などを協議するためのプロジェクト、東方パートナーシップの一員である。
ウクライナは、各国の中でポーランド領事館の数がもっとも多い国である。

## 比較
|                  | ポーランド                                                | ウクライナ                                                  |
| ---------------- | --------------------------------------------------------- | ----------------------------------------------------------- |
| 国章             |                                                           |                                                             |
| 人口             | 38,383,000人                                              | 41,660,982人                                                |
| 領土面積         | 312,696 km2                                               | 603,628 km2                                                 |
| 人口密度         | 123人/km2                                                 | 73.8人/km2                                                  |
| 首都             | ワルシャワ                                                | キーウ                                                      |
| 最大の都市       | ワルシャワ - 1,790,658人（都市圏人口3,100,844人）         | キーウ - 3,703,100人（都市圏人口5,989,500人）               |
| 政府             | 単一国家・議院内閣制・立憲共和国                          | 単一国家・半大統領制・立憲共和国                            |
| 公用語           | ポーランド語                                              | ウクライナ語                                                |
| 政府             | 大統領 アンジェイ・ドゥダ 首相 マテウシュ・モラヴィエツキ | 大統領 ウォロディミル・ゼレンスキー 首相 デニス・シュミハリ |
| 宗教             | 92.9％ キリスト教 3.1％ 無宗教 4.0% その他                | 87.3％ キリスト教 11％ 無宗教 1.7% その他                   |
| 民族             | 98％ ポーランド人 2％ その他                              | 77.8％ ウクライナ人 17.3％ ロシア人 4.9％ その他            |
| 実質GDP          |                                                           |                                                             |
| 名目GDP          |                                                           |                                                             |
| 相互の国外移住者 | ウクライナ在住のポーランド人 144,000人（2001年）          | ポーランド在住のウクライナ人 1,200,000人（2017年）          |
| 軍事支出         | 137億ドル                                                 | 129億ドル                                                   |
| 国際環境         | 欧州連合加盟国 北大西洋条約機構加盟国                     | 欧州連合非加盟国 北大西洋条約機構非加盟国                   |

## 歴史

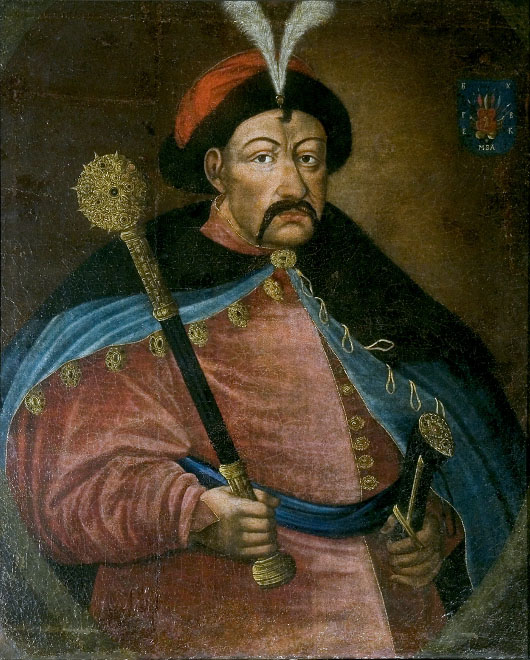
ボグダン・フメリニツキー - 17世紀中頃に、コサックを率いて「フメリニツキーの乱」を起こし、ポーランド・リトアニア共和国に対する独立戦争を挑んだ。戦争は結果として、ポーランド・リトアニア共和国の衰退とヘーチマン国家の創立をもたらしたが、同時にロシア・ツァーリ国の伸張をも招いた。

ポーランドとウクライナの関係は、16世紀から17世紀にかけて栄えたポーランド・リトアニア共和国、そして、ポーランド化した貴族（シュラフタ）とコサックの間の波瀾に満ちた関係にまでさかのぼることができる。更にさかのぼるならば、13世紀から14世紀のポーランド王国とハールィチ・ヴォルィーニ大公国との関係にまで辿れよう。現在の両国関係は、幾分ぎこちないものになっている。

### 近代
両国間の関係が次の段階に移ったのは、第一次世界大戦後の1918年から1920年、すなわちポーランド第二共和国・ウクライナ人民共和国成立後に起こったウクライナ・ポーランド戦争と二国間の同盟を経てからのことであった。
戦間期においてポーランドは独立国家であり続けたが、ウクライナ人民共和国はポーランド＝ソビエト戦争で単独講和をしない協定を結んで加勢したところ、リガ平和条約によって裏切られ、ポーランドとソビエト連邦に分割される形でその独立を失った。この経緯はポーランドとウクライナのあいだに遺恨を残し、戦中・戦後に入ると、両民族間の緊張は再び燃え上がることとなった（なかでもヴォルィーニの悲劇やヴィスワ作戦はもっとも悪名高いものである）。また、1937年から翌1938年にかけ、大粛清の一環として実行された「ポーランド作戦」や、1940年のカティンの森事件といったソビエト連邦による虐殺事件は、ウクライナ・ソビエト社会主義共和国のNKVDが実行役であった。
上述のように、20世紀半ばのポーランド=ウクライナ関係は良い状態と言えるものではなく、ポーランド人民共和国とウクライナ・ソビエト社会主義共和国の間に有意義で独立した外交的接触が行われることは無かった。両国の関係が劇的に変化したのは、ソビエト連邦の崩壊によって、ポーランドとウクライナ両国ともに独立国となり、外交権をふたたび獲得してからのことであった。

### 現代

#### 1989年から2004年
1989年9月1日、独立自主管理労働組合「連帯」を中心とした民主化勢力が政権を握った直後のこと、ポーランドの国会議員らによる一団が、ウクライナ人民運動（通称「ルフ」）の構成員会議支援のためにキエフへと到着した。彼ら議員は、ウクライナの国民民主主義勢力の志を支持していた。この時こそが、ポーランドとウクライナの新しい関係モデルの基礎が築かれた時であった。
ポーランドとウクライナの関係の進展は、ポーランド共和国上院が1990年7月27日に決議した、ウクライナによる主権宣言（1990年7月16日）に対する声明によって、具体的な形となった。この文書は次のように述べている。
「祖国の自由と独立を中核的価値観とするポーランド人民は、ウクライナの歴史の転換点を十分に理解し、この隣人と、対等かつ親密な民族として共生し、あらゆる面で協力を発展させる。……」
1990年8月3日、ポーランド共和国上院は、1947年に発生した「ヴィスワ作戦」に対して政治的・道徳的評価を行う内容の、特別声明を採択した。この声明は以下のように述べている。
「共産主義政権は、ウクライナ蜂起軍の部隊の粛清を始めると同時に、ウクライナ人を主とした人々を強制的に移住させた。3ヶ月のあいだに、15万人ほどの人々が財産・住居・聖堂を奪われ、各地からの立ち退きを強いられた。彼らは長年に渡って帰還を許されず、そして再び故郷に戻ることが困難となった。ポーランド共和国上院は、全体主義の典型である『ヴィスワ作戦』を批難し、この行動から生じた恥辱に対しての補填を行っていくよう務める所存である。」

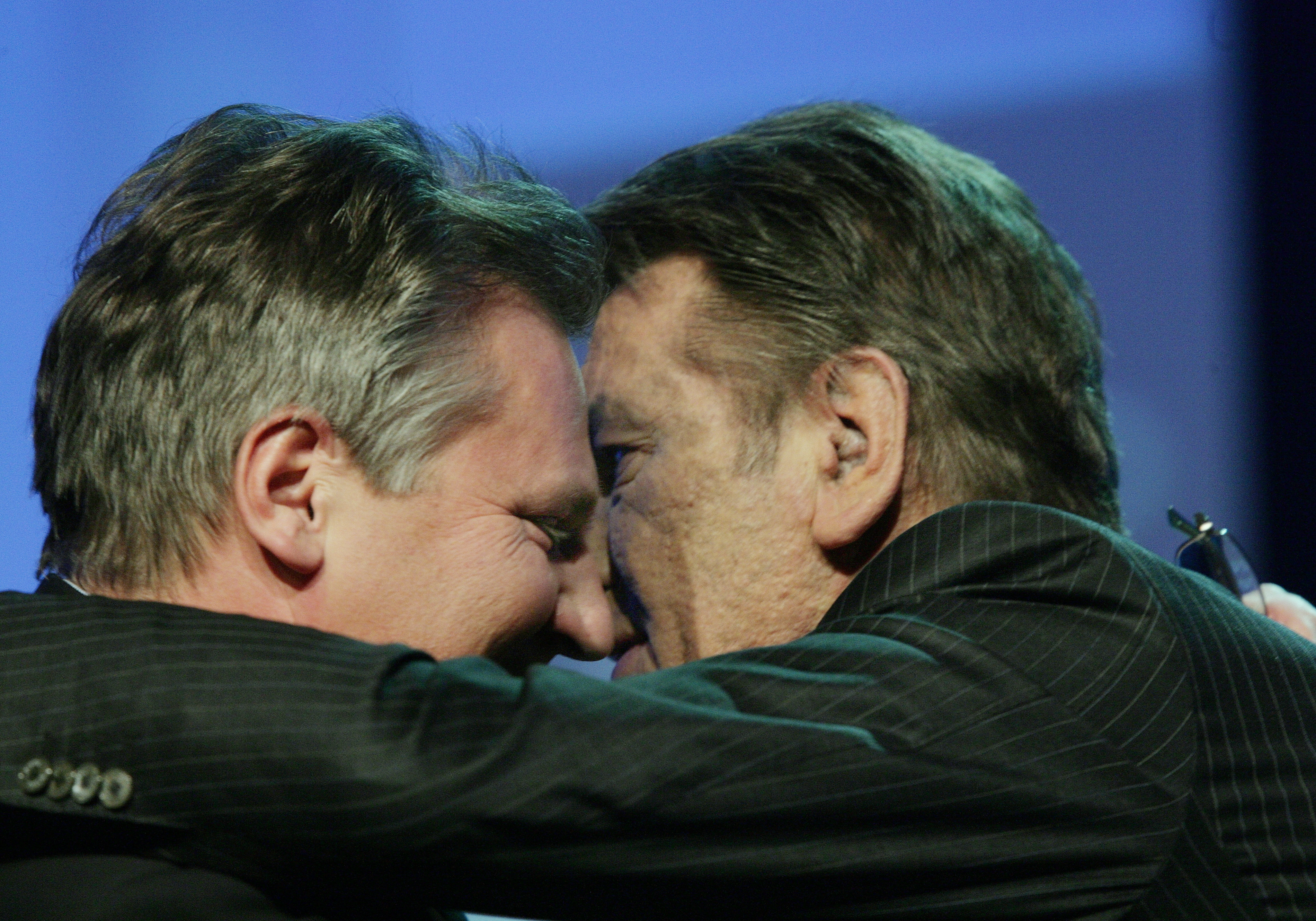
ウクライナ大統領ヴィクトル・ユシチェンコ（右）に接吻するポーランド大統領アレクサンデル・クファシニェフスキ。2005年、ダボス。

1990年10月13日、ポーランド・ウクライナ両政府は「波宇関係の発展の基礎と一般方針に関する宣言」について合意した。この宣言の第3条は、両国は双方に対していかなる領土権も主張せず、また、将来にも持ち込まないと述べている。両国は、自国の領土に居住する少数民族の権利を尊重し、彼ら少数民族が置かれている状況を改善することを約束した。
1991年12月2日、ポーランド共和国は、他の国に先駆けてウクライナの独立を正式に承認した。1992年1月8日、両国間の外交が正式に始まった。
1992年5月18日から19日、ウクライナ大統領レオニード・クラフチュクによる、ポーランド共和国への初の公式訪問が行われた。この訪問において、ウクライナとポーランドの間で「善隣・友好・協力に関する条約」が結ばれた。この条約は、全欧安全保障協力会議で採択された新しいヨーロッパのためのパリ憲章の最終項に基づいて「両国は、双方に共通する遺産である好ましい伝統を保存・発展させ、両国間がもつ偏見と負の固定観念を克服するための措置を取り、これを支援する」旨が記載されている。
1993年5月24日から25日の間、ポーランド大統領レフ・ヴァウェンサがウクライナへの公式訪問を行った。この訪問の成果として、ウクライナ・ポーランド共和国大統領諮問委員会の設立があった。同年2月、ウクライナ国防省とポーランド国防省の間に軍事協力に関する協定が締結された。その後も、この協定はいくつかの議定書で補完されている。
1994年3月、両国の外務大臣が、国家間レベルでは初めてウクライナ・ポーランド関係の戦略的重要性について明言し、この関係の発展を誓約する内容の「ウクライナ=ポーランド・パートナーシップの原則に関する宣言」に調印した。
ポーランドは、北大西洋条約機構（NATO）や欧州連合（EU）といった、西側の枠組みにウクライナが加盟するのを支援することに合意している。1996年初めに初代駐ウクライナ大使イェジ・コザキエビッチは、「ポーランドの外交にとって最も重要な課題の1つは、ウクライナとの二国間関係のなかで、彼の国にとって欧州機関への道を容易にする様々な手段を普及・強化ことである」と述べている。また、ウクライナ外務省の代表は、ポーランドとの協力の主要な方向性を、以下のように比喩的に定義している：「ウクライナにとって、モスクワを通る道はシベリアへと至るが、ワルシャワを通って至るのは――パリだ」。
1996年6月25日付けで両国間で結ばれた「第二次世界大戦中に失われ、不法に移転された文化財の保護と返還に関する合意書」は、二国間対話構築にとってのさらなる一里塚となった。この合意書は、当事国間の相互協力の対象と範囲を定義・規定したものであった。具体的には、第2条で次のように述べている：「両締結国[波・宇]の文化及び歴史に関連し、遺失・又は不法に他方の締約国の領土に移転された文化財を保護・保存・捜索及び返還するため、両締約国は、『（第二次世界大戦中に遺失・不法に移転された文化財の保護及び返還のための）ウクライナ・ポーランド政府間委員会』を設置する」
1996年6月25日から27日のウクライナ第2代大統領レオニード・クチマのワルシャワ訪問と、1997年5月20日から22日のポーランド第3代大統領アレクサンデル・クファシニェフスキのキエフ訪問を経て、ウクライナとポーランドの関係は戦略的パートナーの水準まで達した。1997年5月21日には、両首脳によって非公式な共同声明「統一と調和宣言」の調印が行われた。
ポーランド=ウクライナ間の政治的協力関係の意義ある発展は、ウクライナにとって、米国およびヨーロッパの主要国との最初の対話の確立にあたり、ポーランドからのバックアップをもたらした。ポーランド国家安全保障戦略白書は、ウクライナのNATOへの加盟願望を、特に、NATOに対する「オープン・ドア」政策継続の一環として、ポーランド政府が支持することを明言している。これに加え、同白書は、ポーランドとウクライナの協力は、欧州の安全保障政策におけるウクライナの重要な役割を強化するのに役立つはずだとも強調している。
1998年9月15日から16日に行われた、ポーランドの外務大臣ブロニスワフ・ゲレメクのウクライナ公式訪問のあいだ、両国は、EUの拡大がもたらしうる負の影響を回避するため、共同行動を強化することに合意した。ゲレメク外相はまた、ポーランド政府がウクライナのヨーロッパ統合志向、特にEUの準加盟国としての地位の獲得への意向を引き続き支援することについて言及した。1999年3月の終わりには、「ウクライナ・ポーランド欧州統合会議」の第1回会合がワルシャワで開催された。
ウクライナの政府関係者や有識者、政治学者のなかには、ポーランドのNATO加盟後に、ポーランドはウクライナに背を向けるのではないかという懸念を示した者もいる。しかし、ポーランド政府の「対ウクライナ政策」は、NATO加盟後も一貫して「ウクライナの、NATOとの信頼関係の確立ならびに協力」への支持でありつづけている。2002年には、ウクライナ政府はNATO参加への意思を表明している。この動きの背景には、ポーランドにとっての、同国の国益の観点から見た欧州の安全保障の趨勢と、（冷戦終結後の）現状に合わせて刷新した同盟のなかで重要な立場を得たいという目論見がある。
ウクライナの欧州統合に対するポーランドの支援も、同様の動機によるものである。ポーランド共和国にとって、独立的で強力な、そして――最も重要な要素であるが――「友好的な隣国である」ウクライナは、ロシアの影響と野心に対して重大な対抗手段であり、ポーランドの東欧政策において重要な手段である。1998年3月5日、ゲレメク外相は下院議会において「独立したウクライナは、ポーランドと我が国の安全保障、そして地域全体の安定にとって、戦略的に重要な意味を持ちます。ウクライナとの特権的な関係の維持は、ヨーロッパの安全保障の強化に貢献します」と演説している。

#### 2004年から2014年
ポーランドの外交政策において、ウクライナの主権に対する支援は重要な要素となった。ポーランドは、2004年にウクライナで発生したオレンジ革命についても平和的・民主的な解決を強く支持したほか、NATO=ウクライナ協力や同国の欧州連合加盟に向けた後援も行っている。
ポーランドのEU加盟は、ウクライナの外交方針に新たな局面をもたらした。ウクライナのEU加盟やNATOへの加入をEU加盟国の中から働きかける国が初めて出現したのである。それと時を同じくして、オレンジ革命開始後の状況において、ウクライナ=ポーランド間の政治対話の構造と充填を大幅にアップデートする必要があった。例えば、EU加盟の要件であるコペンハーゲン基準のひとつである「政治的要件」、すなわち「民主主義、法の支配、人権、マイノリティの尊重と保護を確保する安定した体制を有する」ことが、ウクライナには求められた。ポーランド共和国は、2005年を「ウクライナ年」と定めた。同年4月、ワルシャワで、ヴィクトル・ユシチェンコ大統領の出席のもと開始された。また、ウクライナとポーランドは、教育や科学的な学位に関する文書の学術的な承認、および情報化分野での協力に関する協定を締結している。ウクライナとポーランドの貿易、経済、科学、技術関係は拡大した。ポーランドは、ウクライナにとって中欧における最も重要な経済パートナーとなった。2020年現在、ポーランドは、ウクライナの対外輸出先としては中国についで2番目である。2008年時点の科学技術分野における共同協力プログラムには、150以上の共同研究プロジェクトが含まれている。

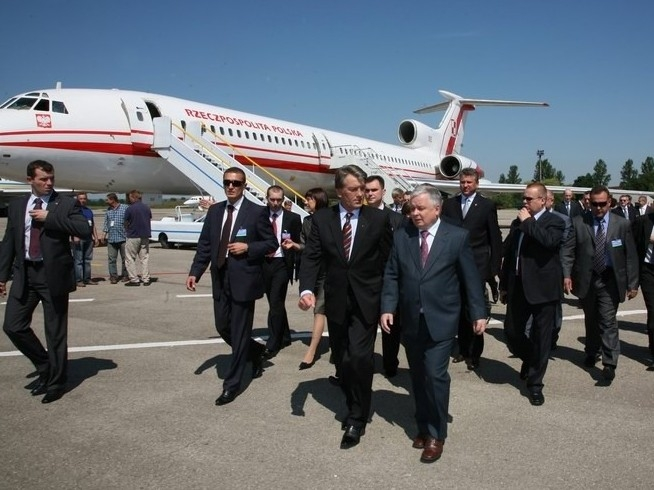
ポーランド大統領レフ・カチンスキのキエフ訪問　2007年

ポーランド・ウクライナ両国の越境地域協力は、1990年代中頃に設立された、カルパチアとブグという2つのユーロリージョンの枠組みのなかで発展してきた。一方で、2007年のポーランドのシェンゲン協定加盟は、波・宇両国間の関係についてのほぼ全ての分野で、新たな問題をもたらした。ポーランドのシェンゲン協定加盟は、両国間越境のための新規の手続き・規則を生じさせ、結果として、二国間の協力関係の発展と最適化を阻害することとなった。
ポーランドがEUの対東欧政策の活性化へ着手したことで、二国間の関係は新たな局面を迎えた。欧州近隣政策（ENP）の東方へ向けた強化という考えは、2008年時点でのポーランド外交の優先事項となり、またポーランドはEU東側におけるリーダー的立場に位置づけられることとなった。2008年5月7日、ポーランド外務大臣ラドスワフ・シコルスキは下院議会で2008年度の外交政策を発表し、「ポーランドは引き続き東方への共通外交政策の展開に特化すべき 」とその考えを明言した。同時にポーランドは、東欧での役割を強化することによって、EU中での地位を高めようと務めてきた。ワルシャワ大学東欧研究センターのヤン・カリツキ所長は、ラジオ局ポーランド放送でのインタビューで、「ポーランドのEUにおける地位の強さは、東欧での支援と強さに依存していることを強調したい」と語り、この考えへの支持を表明した。ポーランド外相は、自国のパートナーであるチェコ、スロバキア、ハンガリー、エストニア、リトアニア、ラトビア、ルーマニア、ブルガリア、そしてスウェーデンとともに、ヨーロッパ東方における欧州近隣政策を実施するつもりであることを強調した。2008年3月の欧州理事会で、ポーランドは地中海連合の創設案を支持し、これによるENPの東方への分離に対するEUの支持を期待した。
同時に、ポーランドのこうした意図は、2008年5月23日にポーランド・スウェーデンが提出した共同提案「東方パートナーシップ」に反映され、実現された。この提案は、同月26日にブリュッセルで開催された欧州連合総務理事会と欧州外交問題評議会の会合で発表・承認され、EU全体の旗振り役となるイニシアティブとなった。JV構想はウクライナ、モルドバ、グルジア、アゼルバイジャン、アルメニア、そして技術と専門家の協力のみの連携を決めたベラルーシの6カ国が対象となった。JV構想への参加は、欧州連合への加盟を確約するものではないが、特定の国における統合プロジェクト推進に向け、当該国に欧州連合と協力を行う機会を提供する。
2012年、ポーランドとウクライナは、UEFA欧州選手権、UEFA EURO 2012を共同で開催した。

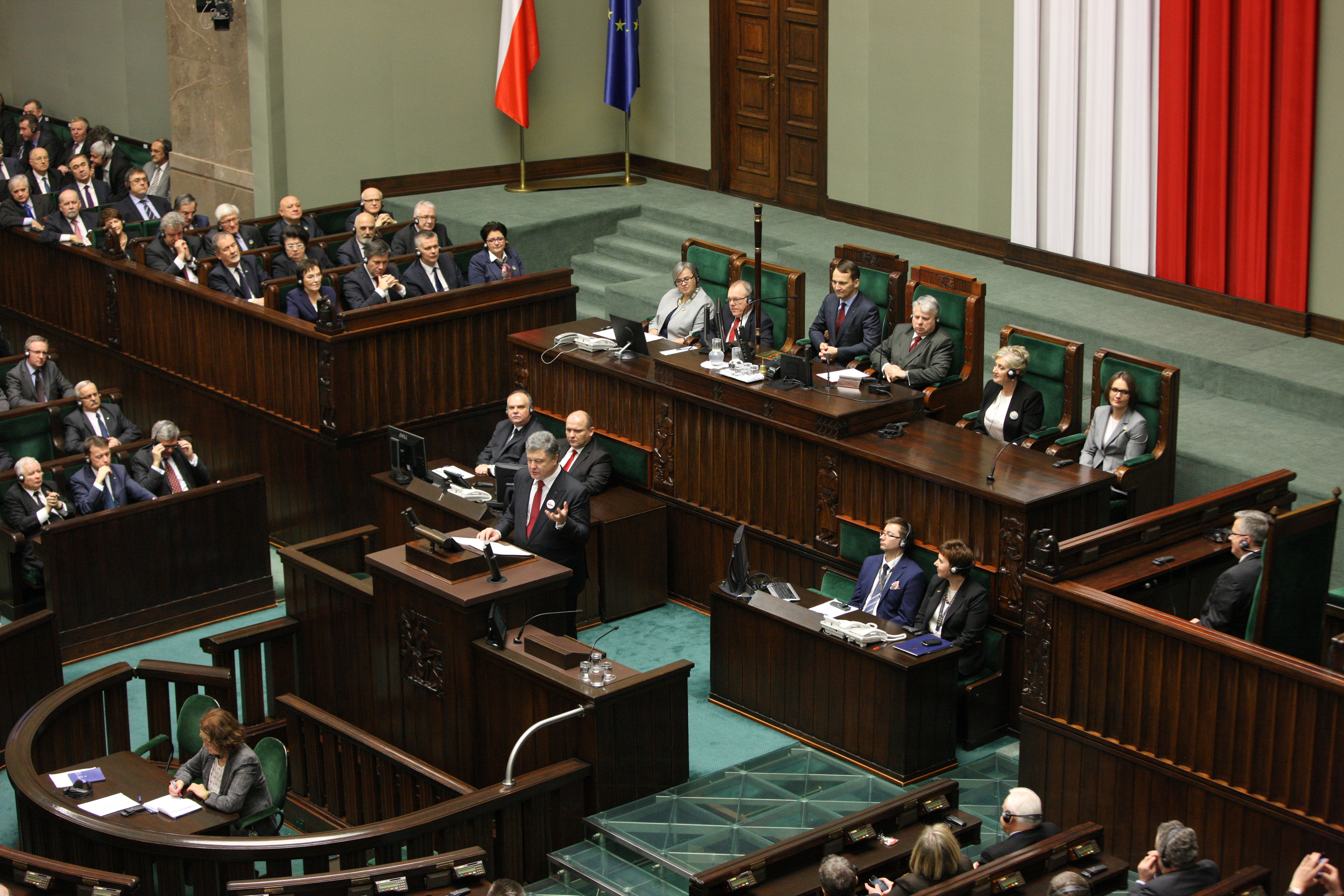
ポーランド共和国下院（セジム）で演説する、ウクライナ大統領ペトロ・ポロシェンコ　2014年

ポーランドは、2013年のユーロマイダン（尊厳革命）や2014年のクリミア危機などに直面するウクライナに対し、熱心な支援を続けた。ポーランド政府は、欧州連合のなかでウクライナ支援の広報活動を行うと同時に、ロシアがウクライナ国内での行いに対し、制裁を支持する立場をとった。さらに、ポーランドは、ロシアによるクリミア併合を決して容認しないと宣言している。2014年、ポーランドの元外相ラドスワフ・シコルスキは、2008年にロシアのプーチン大統領が訪露中のポーランド首相（当時）ドナルド・トゥスクに、ポーランドとロシアの間でのウクライナ分割を持ちかけた、と主張した。シコルスキは後に、一部の言葉は誇張されたものであり、ポーランドは併合に関与していないと述べた。この時期、ポーランドは多くのウクライナ人難民を受け入れている。

#### 2015年から現在
2015年以降、両国の外交関係は、第二次世界大戦中に発生したポーランド人とウクライナ人をめぐる悲劇に関する認識の相違によって、急速に悪化した。
ウクライナ蜂起軍（略称UPA）と、彼らがヴォルイーニと東ガリチアで行ったポーランド人虐殺に関する歴史問題は、両国のあいだで依然として争点となっている。2015年にウクライナが制定した記憶法（いわゆる脱共産主義法）は、UPAの組織とメンバーを顕彰する内容であったことから、ポーランドで批判を浴びた。この法律の制定を受け、2016年7月、ポーランド下院は、与党法と正義（略称PiS）が提出した法案決議を可決した。この法案は、7月11日をジェノサイド犠牲者追憶の日と定め、且つUPAの組織的な攻撃によって10万人以上のポーランド国民が虐殺されたことに言及するものだった。ウクライナ大統領ペトロ・ポロシェンコは、ポーランドによるこの決議が「政治的な憶測」を招く可能性があるとして、遺憾の意を表明した。ウクライナの無党派議員、オレクシイ・ムシイは、ポーランドのこの動きに対抗する形として、3月24日を「1919年から1951年のポーランド国家によるウクライナ人に対する大量虐殺の犠牲者の記念日」と宣言する決議案を作成した。ポーランド上院議長のスタニスワフ・カルチェフスキは、この動議を非難した。
2016年、ポーランド広報文化センターの主催で、ウクライナの国会議員向けにキエフでの開催を予定されていた、ポーランド映画『ヴォルイーニ』の特別上映会が、ウクライナ外務省の勧告により、公共秩序を乱す恐れがあるとして延期された。
2017年4月、ウクライナ国立記憶研究所は、ウクライナにおけるポーランド人記念碑の合法化を阻止する広範な行動の一環として、1943年に発生した「ヴォルイーニの悲劇」の犠牲者の発掘を禁止した。これは、ポーランドポトカルパチェ県、フルショヴィツェにあるUPA兵士の記念碑を解体したことへの報復とされる。

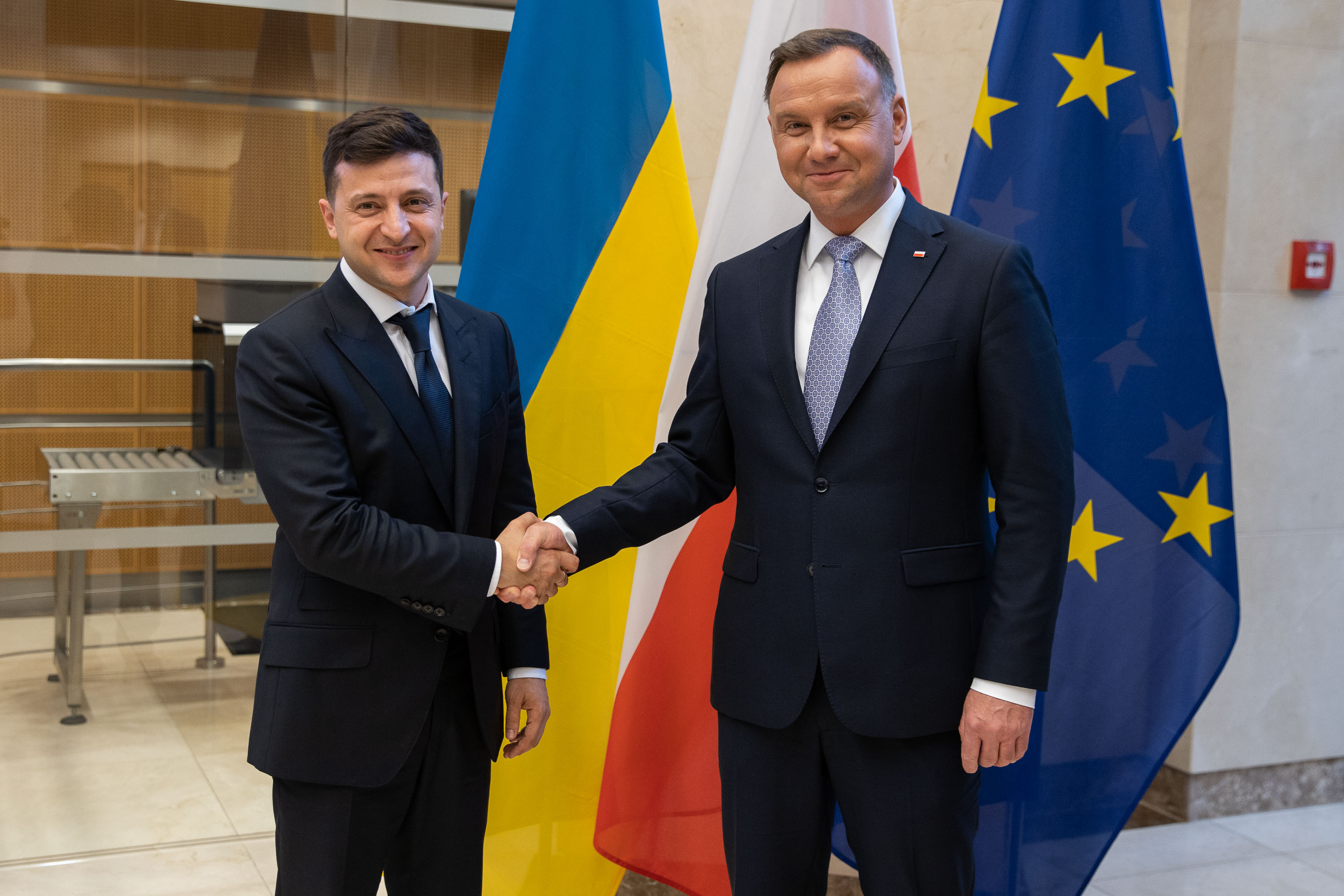
ウクライナ大統領ウォロディミル・ゼレンスキー（左）とポーランド大統領アンジェイ・ドゥダ　2019年

ポーランド大統領アンジェイ・ドゥダは、反ポーランド的な民族主義的見解を示す人間がウクライナの高官に任命されることについて、懸念を表明した。ウクライナ外務省はこれに対し、ウクライナに一般的な反ポーランド感情は存在しないという声明を発表した。
2018年、ポーランドは、「ウクライナ人民族主義者やドイツ第三帝国に協力したウクライナ人組織のメンバーによる犯罪」について言及した「国立記憶研究所法」第2条aを可決し、再びウクライナからの批判を招いた。この法律は、ウクライナでは「反バンデーラ派法」と呼ばれている。
2019年8月、ウクライナのウォロディミル・ゼレンスキー大統領は、前政権が決定した、UPAによる「ヴォルイーニの悲劇」のポーランド人犠牲者の遺骨の発掘作業禁止について、ウクライナ国内のポーランド人集団墓地の発掘の一時禁止を解除すると約束した。
2020年7月28日、ポーランドとウクライナ、リトアニアの三ヵ国は、「ルブリン・トライアングル」と呼ばれる、新たな地域連合を形成した。調印式はポーランドのルブリン市で行われ、各国の外務大臣、波外相ヤツェク・チャプトヴィチと宇外相ドミトロ・クレーバ、リ外相リナス・リンケヴィチウスがそれぞれ署名した。クレーバ外相は、この新たな枠組みについて「中欧の発展と強化にとって重要な要素であると同時に、欧州および欧州大西洋地域の一員であるウクライナを強化するものである」と述べた。この協力は防衛問題だけでなく、三ヵ国の経済・貿易・観光分野での協力の強化も含まれる。ルブリン・トライアングルの創設に関する共同宣言では、EU・NATO・東方パートナーシップ間の協力を強化することと、三海洋イニシアチブの発展に特別な注意を払うことの重要性が強調された。
2021年8月、COVID-19パンデミックが続くなか、ポーランドはウクライナに対し、新型コロナワクチン65万本と酸素濃縮器、人工呼吸器、防護服など、129トン以上の医療機器を提供した。同年12月、ポーランドはさらにウクライナにCOVID-19ワクチンを30万本提供した。
ウクライナ近郊でのロシアの軍拡を受け、ポーランド政府は2022年1月31日、ロシアによるウクライナ侵攻の脅威を考慮し、ウクライナに対する武器・弾薬の供給と人道支援を決定したと公表した。翌2月17日、イギリス・ポーランド・ウクライナ三者協定（British–Polish–Ukrainian trilateral pact）が発表。同月23日、ロシアの行動よる事態の緊迫化と、同国がウクライナ東部の占領地に建てた傀儡国家、ドネツク人民共和国・ルガンスク人民共和国を正式に承認したことを受けて、ポーランドのドゥダ大統領はリトアニア大統領ギタナス・ナウセダとともにキエフを訪問、共同でウクライナへの連帯と支援を宣言し、ロシアに対する国際制裁を呼びかけた。ロシアがウクライナに侵攻を開始した24日、ポーランド下院は、ロシアの侵攻に対する非難決議を満場の拍手で採択した。ポーランドはこの侵攻を受けて、直ちに国内に9カ所の受け入れ拠点を設け、ウクライナからの難民を受け入れた。
ただし2023年4月15日には、ロシアの侵攻によってウクライナの安価な農作物が陸路で欧州各国に流入したことを受けて、ポーランドはウクライナからの農作物の輸入を禁止した。背景事情として、ポーランドの政権与党が保守層の多い地方農業者を支持基盤にしていることと、年内の議会選挙を控えており農業者の要請を無視できないことが指摘されている。EUとウクライナはこの輸入禁止に反発した。EUの欧州委員会のポデスタ報道官は「通商政策はEUの独占的な権限であり、一方的な行動は受け入れられない」と述べたほか、ウクライナの農業省は「ポーランドによる輸入禁止は既存の2国間協定に反する」と指摘した。

## 在外公館
- ポーランドは、キエフに大使館を、ハルキウとルーツィク、リヴィウ、オデッサ、そしてヴィーンヌィツャに総領事館を置いている。
- ウクライナは、ワルシャワに大使館を、ヴロツワフ、グダニスク、クラクフ、ルブリン、そしてオポーレに総領事館を置いている。

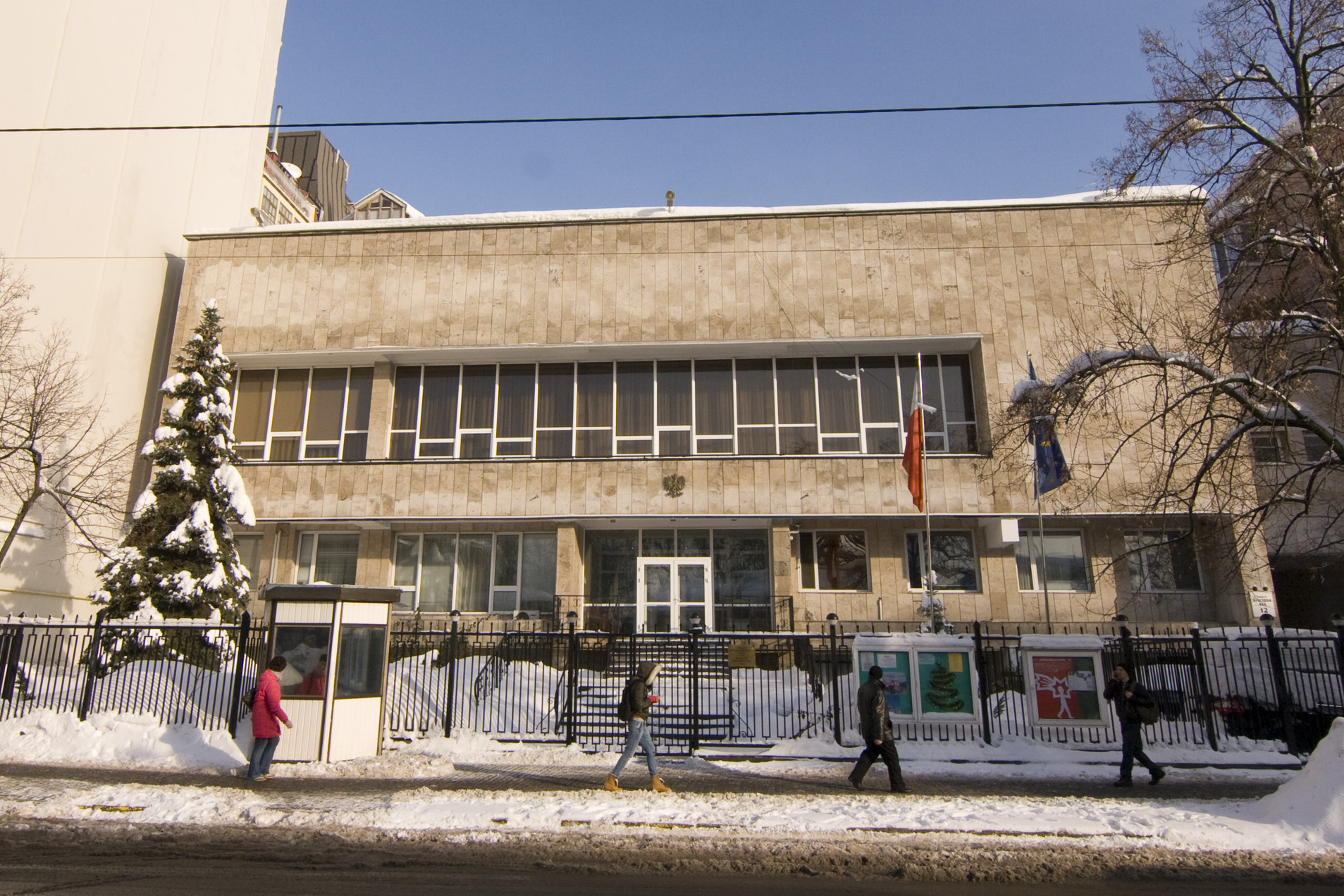
キエフの在ウクライナ領事館
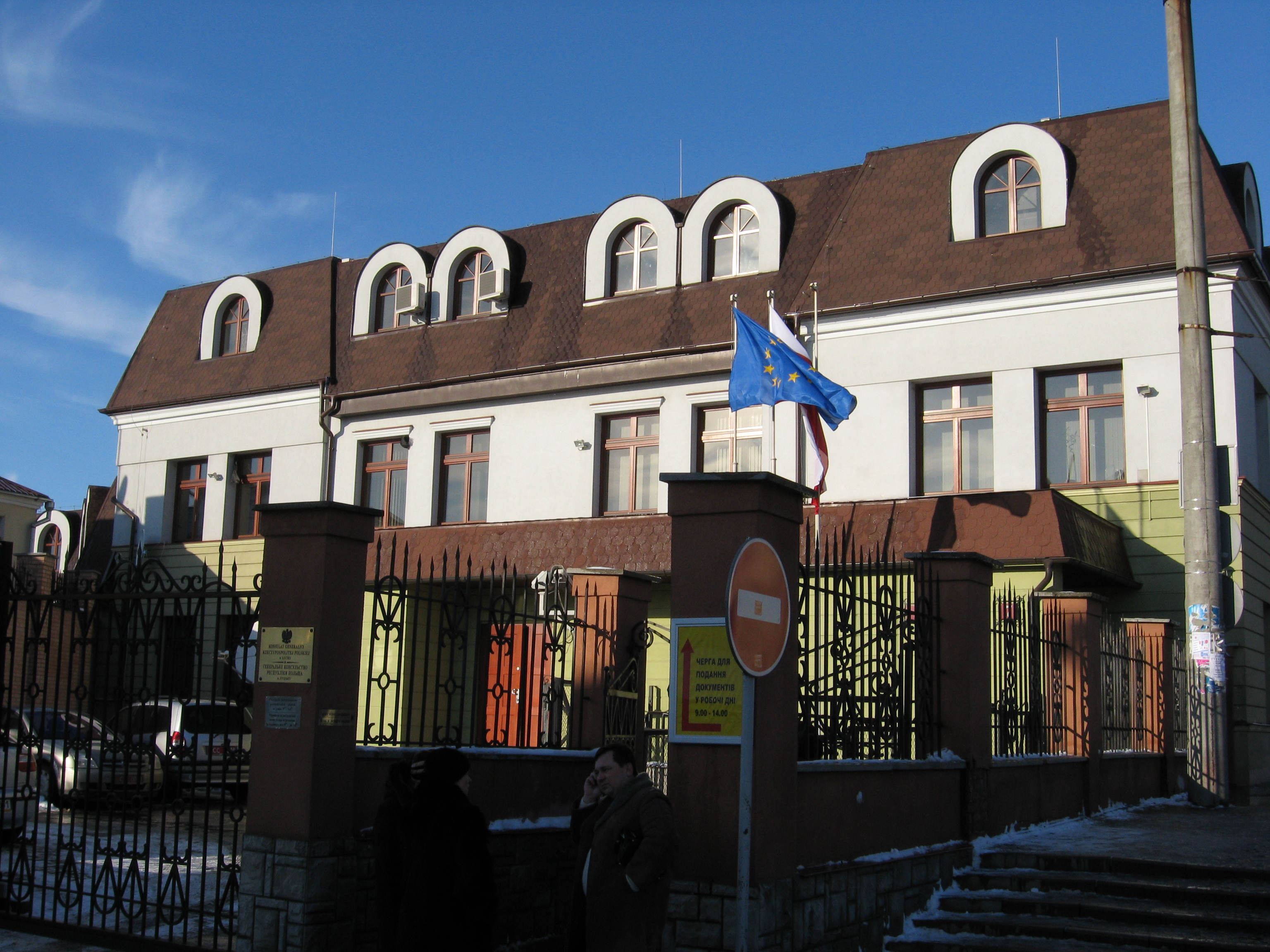
ポーランド総領事館、ヴォルィーニ州ルーツィク
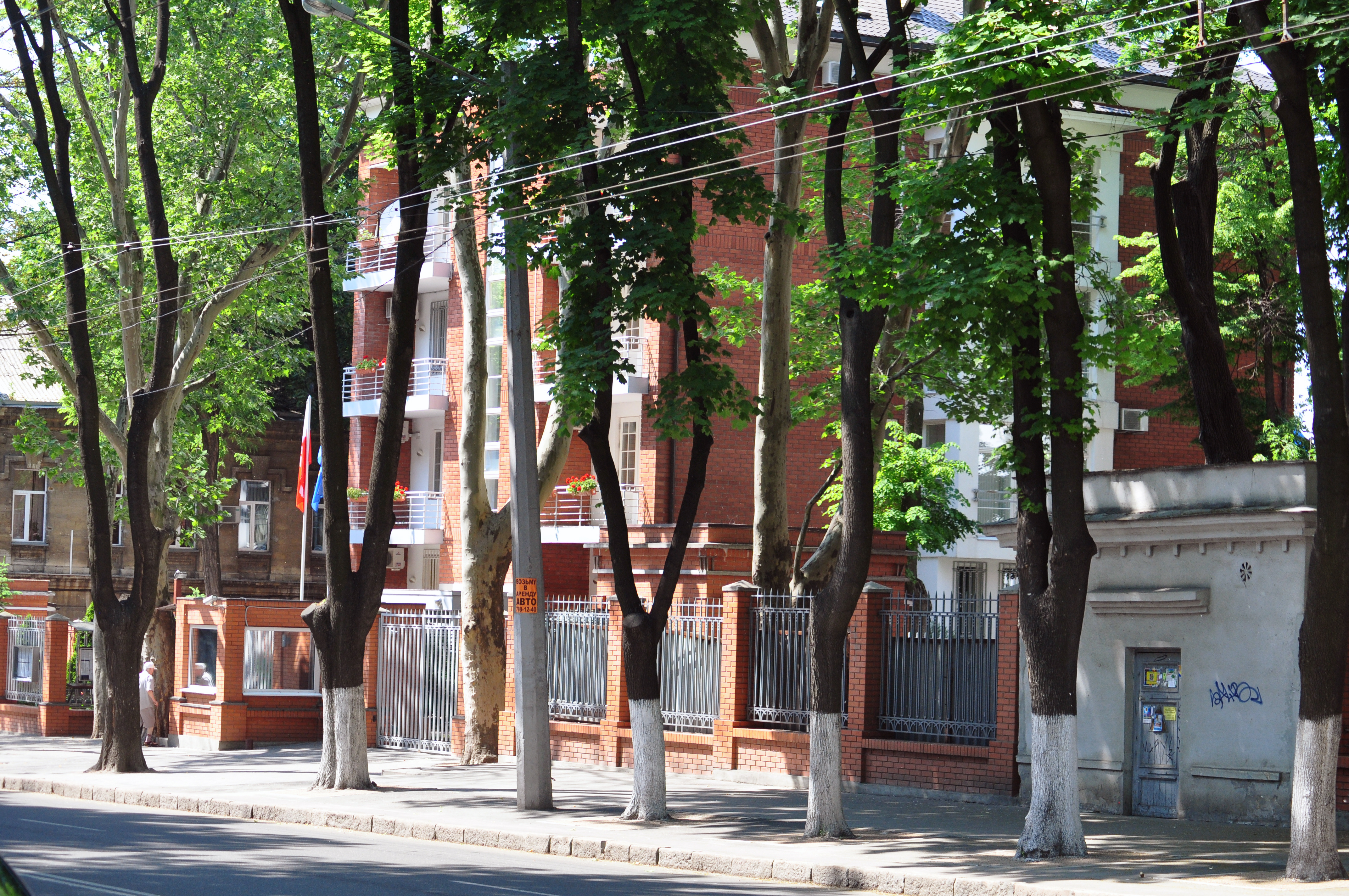
ポーランド総領事館、オデッサ
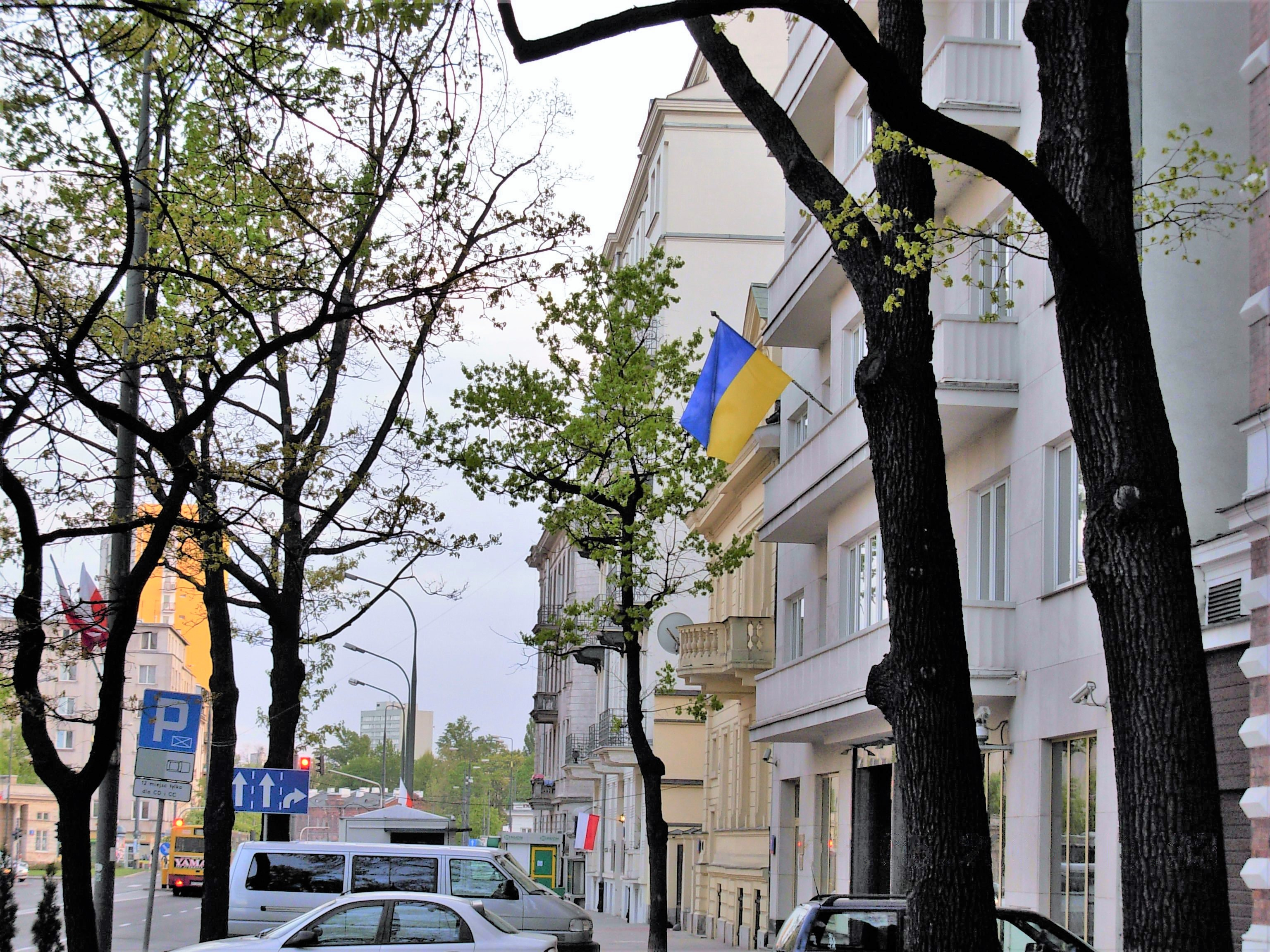
ウクライナ大使館、ワルシャワ
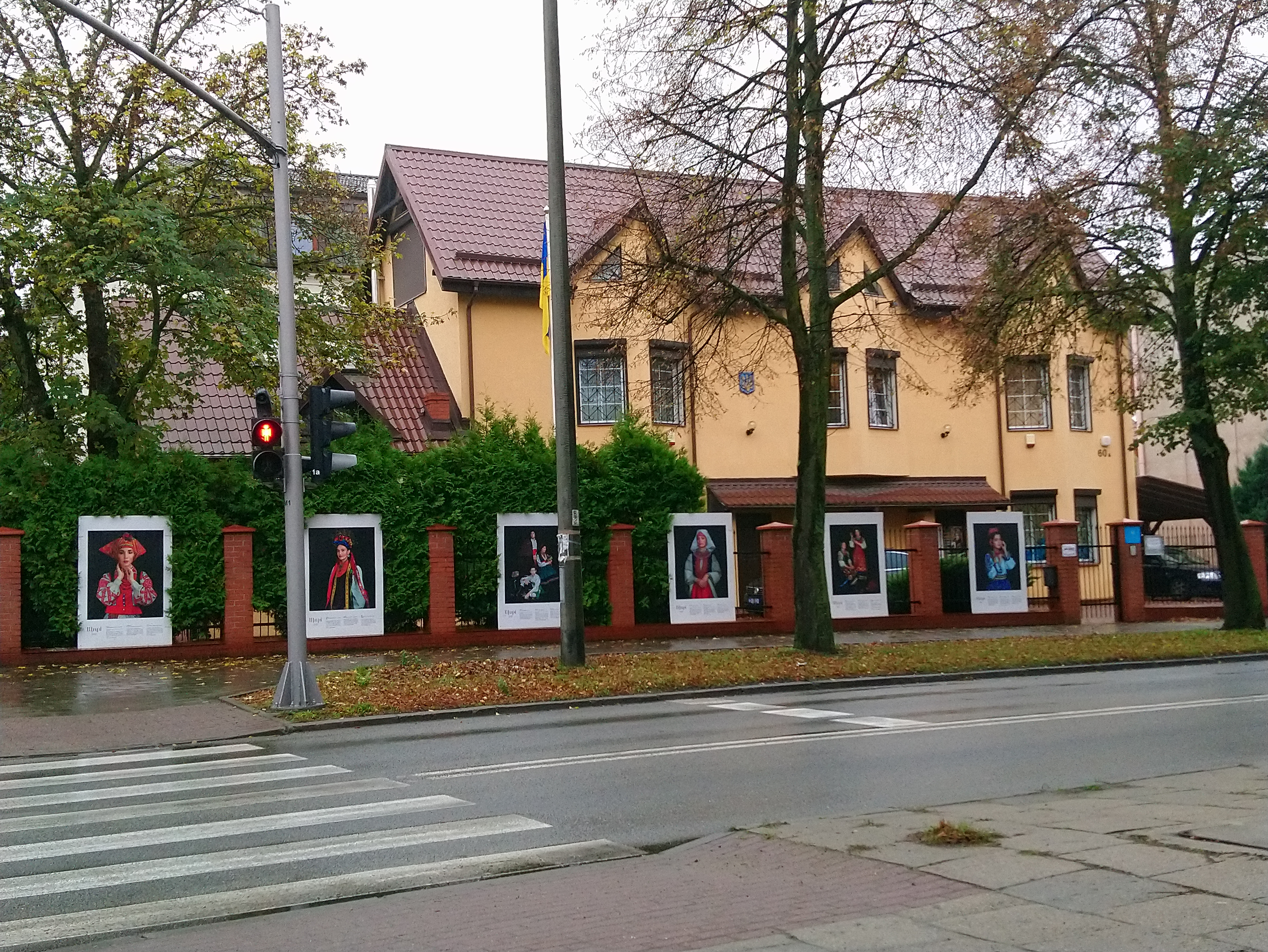
ウクライナ総領事館、グダニスク
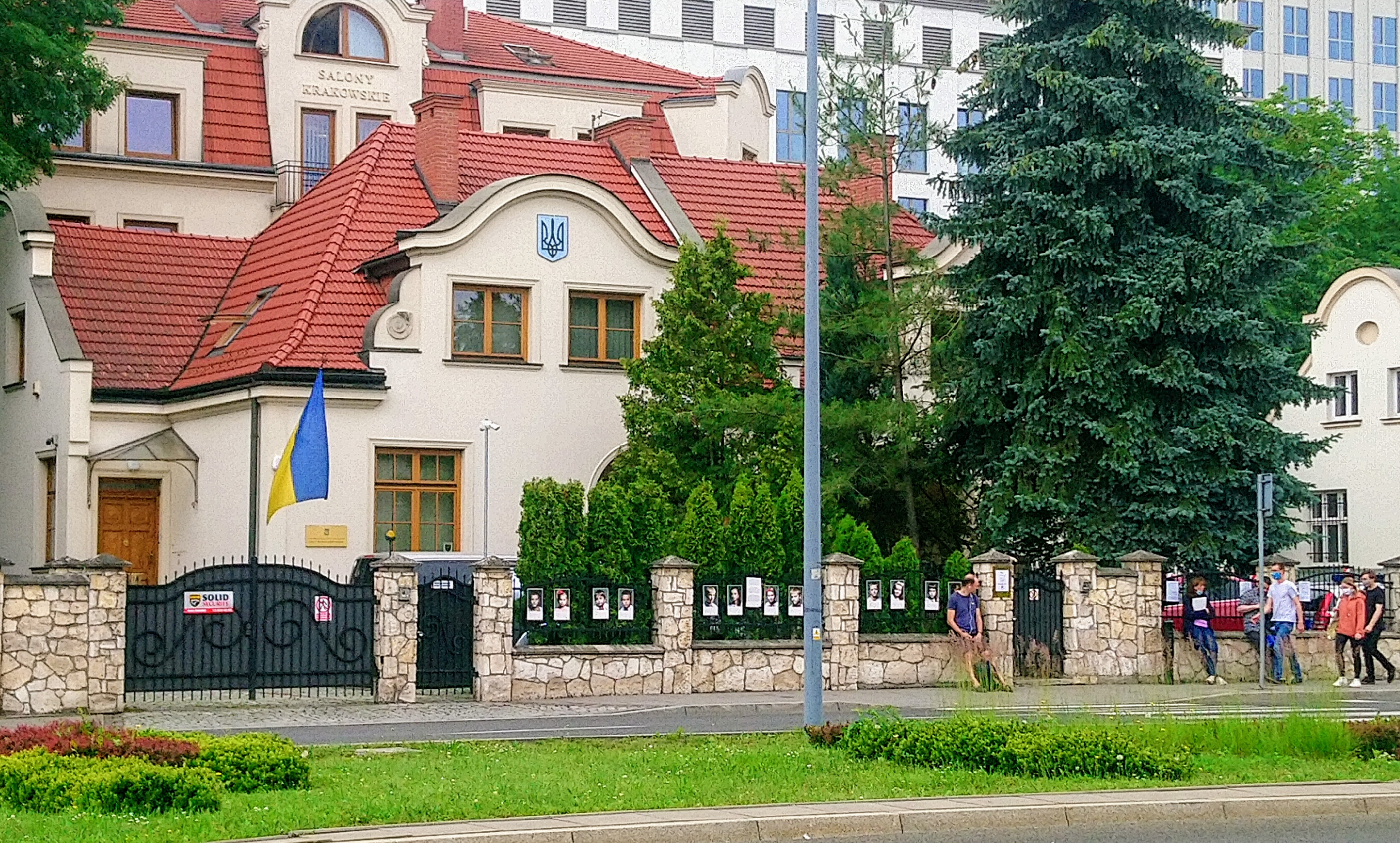
ウクライナ総領事館、クラクフ